# Hotel New Hampshire (film)
Hotel New Hampshire (anglicky The Hotel New Hampshire) je hraný film scenáristy a režiséra Tonyho Richardsona z roku 1984 podle stejnojmenného románu Johna Irvinga.

## Děj
V padesátých letech 20. století se Win Berry rozhodne otevřít malý hotel a nazve jej Hotel New Hampshire. V tom je mu nápomocna manželka i s dětmi Frankem, Franny, Johnem, Lilly a Eggem. Frank je homosexuál, John miluje svou starší sestru Franny, Lilly přestala růst a kromě nejmladšího Egga do rodiny patří ještě pes Smutek trpící zvýšenou plynatostí.

John přijde o panictví s hotelovou čišnicí. Franny přitahuje místní machýrek z kampusu Chip Dove, který ji zakrátko i se svými kumpány znásilní. Na pomoc jí přispěchá Junior Jones s dalšími černošskými spoluhráči z fotbalového týmu. Win Berry odveze psa na utracení, Frank jeho mrtvolu ukradne a nechá ji vycpat. Vycpaný Smutek způsobí na Štědrý den infarkt dědovi Iowa Bobovi, když vypadne ze skříně.
Rodina Berryů přijme pozvání od jejich známého, pana Freuda, a letí za ním do Vídně, aby zde provozovali gasthaus. Druhé letadlo, ve kterém letí paní Berryová s Eggem exploduje a oba zahynou. Přes tuto ztrátu se zbývající členové rodiny rozhodnou ve Vídni zůstat a pokračovat v provozování gasthausu, nyní přejmenovaném (opět) na Hotel New Hampshire. Jeho horní patro je vyhrazeno prostitutkám a spodní obývají političtí radikálové. Jeden z nich, mladý Ernst, se líbí Franny. Freud, toho času již slepý, má také asistentku Susie – nesebevědomou mladou lesbu, která se většinu času ukrývá v medvědím kostýmu. Susie se společně s Johnem snaží Franny odradit od vztahu s Ernstem. Susie se to podaří a Franny svede. Lilly trápící se svou malou výškou začne psát román Zkouším vyrůst. 
Mladá členka radikální skupiny přezdívaná Potratová se s Berryovci sblíží, zejména jí přiroste k srdci Lilly. Pozve k sobě Johna a požádá jej, zdali by pro ni neudělal laskavost – pomiloval ji, poprvé a naposledy v jejím životě. Po milostném aktu Johna varuje, že rodina Berryů musí odjet co nejdříve z Vídně. Tento rozhovor neunikne na schodišti uším její starší kolegyně, která ji vzápětí zastřelí. V hotelu se Berryovci proti své vůli stanou součástí plánu radikálů k atentátu na Vídeňskou státní operu, kde se nachází spousta lidí. Freud se dobrovolně obětuje, nabídne se, že pojede s jedním z radikálů automobilem, v němž je ukryta bomba. Po jeho odchodu Win Berry usmrtí baseballovou pálkou Ernsta. Před hotelem Freud způsobí explozi vozidla, ta poté oslepí Wina. 

Rodina Berryů se stane přes noc hrdiny Rakouska, přesto se všichni shodnou na návratu domů do Spojených států. Zde Lilly publikuje svou knihu, která sklidí úspěch a inspiruje životopisný film, kde hraje hlavní roli Franny. John a Susie potkají v New Yorku na ulici Chipa Dovea. Vylákají jej do hotelu, kde se mu Franny chce pomstít za znásilnění. Nakonec Dove vyvázne díky milosrdenství Franny bez újmy na cti.
Johnova láska k Franny nepolevuje a ona nakonec svolí k sexu. Další román Lilly Berry již není úspěšný. Lilly spáchá sebevraždu skokem z okna.
Později se John ubytuje s otcem v posledním z řady hotelů New Hampshire, který však zůstává bez hostů. Susie bydlí s nimi a naváže vztah s Johnem, což  Win kvituje, neboť jak říká: každý hotel potřebuje medvěda.

## Postavy a obsazení
| Rob Lowe            | John Berry       |
| Jodie Fosterová     | Frannie Berryová |
| Paul McCrane        | Frank            |
| Beau Bridges        | pan Win Berry    |
| Lisa Banesová       | matka            |
| Jennifer Dundasová  | Lilly            |
| Seth Green          | „Egg“ Berry      |
| Nastassja Kinski    | Susie            |
| Joely Richardsonová | servírka         |
| Wallace Shawn       | Freud            |